# Eurosonic Noorderslag
Pour les articles homonymes, voir ESNS.
L'ESNS  (Eurosonic Noorderslag), ou Eurosonic Festival, est un festival de musique organisé à Groningue, aux Pays-Bas.

## Histoire
Le 4 janvier 1986, le « Holland-Belgium Festival » est organisé à De Oosterpoort, à Groningue, et oppose des groupes néerlandais et belges de pop. Bien qu'il n'en porte pas encore le nom, ce festival est considéré comme la première édition du Noorderslag. Après le succès de cet événement, le festival est de nouveau organisé en 1987, sous le nom de « Noorderslag ». L'événement est désormais présenté comme une bataille entre des groupes du nord des Pays-Bas et du reste du pays. En 1988, la troisième édition est présentée comme un festival normal, sans élément de battle. En novembre 1988, le festival de l'UER « Eurorock », un festival de trois jours avec des groupes européens, se tient à De Oosterpoort,. En conséquence, le Noorderslag n'est pas organisé en janvier 1989,.
L'édition 2013 attire 35 000 visiteurs,. Les billets pour le festival 2014 se vendent en quelques heures, les billets pour le Noorderslag se vendant dès les premières minutes de la vente. L'édition connait un nombre record de 38 500 visiteurs. 

## Eurosonic
Les trois premiers jours de l'événement (mercredi, jeudi et vendredi) sont appelés festival Eurosonic. Eurosonic se déroule dans plusieurs lieux du centre de Groningue. Il présente des artistes de toute l'Europe. Chaque année, l'organisation choisit un pays qui sera mis à l'honneur pendant le festival. 

## Noorderslag
Le dernier jour de l'événement (samedi) est appelé le festival Noorderslag et se déroule à De Oosterpoort. Il ne présente que des artistes néerlandais et comprend l'annonce du lauréat du Buma Cultuur Pop Award. Depuis 2008, le festival est retransmis en direct par la NOS (Fondation néerlandaise de radiodiffusion).

## Eurosonic Air
Lancé en 2011 pour célébrer le 25e anniversaire de l'Eurosonic Noorderslag, l'Eurosonic Air est un festival gratuit en plein air organisé sur une scène située sur la place principale (Grote Markt) de Groningue,. Un grand « parapluie » ou une tente est placé devant la scène, ce qui détermine l'aspect de la place pendant le festival. 

## Conférence
Une conférence est organisée pendant les quatre jours de l'événement. La conférence comprend plusieurs programmes spécialisés tels que EPIC (European Production Innovation Conference) et Buma Music Meets Tech. Pendant la conférence, une réunion est organisée pour le European Talent Exchange Program (ETEP), fondé par Eurosonic Noorderslag,,.